# Any Trouble
Any Trouble war eine britische Rockband, die 1975 in Crewe, England, gegründet wurde. Ihr Sound lag zwischen Wave und Pub Rock, in einer Reihe mit Elvis Costello und Joe Jackson, aber auch mit Elementen von Bruce Springsteen (dessen Song Growing Up zu ihrem Standardrepertoire gehörte). Im Radio und bei Hunderten von Livekonzerten waren sie in den neun Jahren ihrer Existenz sehr erfolgreich; sie veröffentlichten fünf Alben, ein offizieller Charthit war ihnen jedoch nicht vergönnt.

## Bandgeschichte

### Vom Folktrio zur Waveband
Songwriter Clive Gregson (Gitarre/Gesang) aus Manchester rief die Band ins Leben, als er in Crewe auf der Pädagogischen Hochschule war. Mit Chris Parks (Gitarre) und Tom Jackson war die Band zunächst kurze Zeit ein Folktrio. Als Punk aufkam, bewegte sich die Band in Richtung Wave/Rock. Drummer Mel Harley und Phils Barnes am Bass kamen dazu, Tom Jackson ging. Die vier übrig gebliebenen Any-Trouble-Mitglieder spielten mit großem Erfolg in den Pubs. Dieses Line-up nahm auch Anfang 1980 die erste Demosingle von Any Trouble auf. Yesterday’s Love kam auf den Schreibtisch von BBC-Kult-DJ John Peel, der sie gleich in seiner Show zum Besten gab. Ein paar Tage später landete die Aufnahme auch bei Stiff Records; hier erkannte man das Potenzial der Band und nahm sie unter Vertrag.
Für die erste LP engagierte Stiff einen renommierten Produzenten: John Wood, der schon für Fairport Convention, John Martyn, Nick Drake und Richard & Linda Thompson die Regler geschoben hatte und der kurz vorher sehr erfolgreich mit dazu beigetragen hatte, die Band Squeeze in den Charts zu etablieren. Das Ergebnis: Where Are All the Nice Girls?, ein Album, das alle Zutaten für einen New-Wave-Klassiker hatte, das (wie die ausgekoppelte Single Second Choice) enthusiastische Kritiken erhielt – aber nicht die Verkaufszahlen erreichte, die man von ihm erwartet hatte. Da half es auch nicht, dass Stiff die Band (zusammen mit Joe King Carrasco, den Equators, Tenpole Tudor und Dirty Looks) auf die Son-of-Stiff-Tour kreuz und quer durchs Vereinigte Königreich schickte.

### Zweite LP, erste Trennung
Als vermeintliche Schwachstelle wurde der Drummer durch Martin Hughes ersetzt. Produziert von Mike Howlett kam 1981 Wheels in Motion heraus, das wieder einige starke Songs mit Hitpotenzial enthielt; musikalisch entfernte sich die Band trotz verstärkten Einsatzes von Keyboard, Mandoline und Saxophon kaum von dem puren Gitarrensound der ersten LP – der kommerzielle Erfolg aber blieb weiter aus. Für Any Trouble war damit die Zeit bei Stiff Records fast abgelaufen.
Die Band ging auf eine kurze US-Tour, um Wheels in Motion zu promoten, doch die Tour war knapp zur Hälfte vorbei, als sie erfuhr, dass Stiff sie gefeuert hatte. Ohne Plattenfirma waren sie nun in Amerika gestrandet. Der Stress um die Bereinigung dieser Situation war zu viel und die Band löste sich erst einmal auf.

### Neuanfang und Abschied
Nach anderthalb Jahren formierte Gregson Any Trouble neu; für Hughes kam Andy Ebsworth ans Schlagzeug, Steve Gurl an den Keyboards ersetzte Parks – eine fast neue Band also nahm 1983 für EMI America die LP Any Trouble auf. Statt Gitarren standen jetzt Synthesizer im Vordergrund – aber auch das brachte nicht den lange erhofften Durchbruch. Im Sommer 1983 kamen sie als Vorprogramm von Joan Armatrading auf Deutschland-Tournee.
Gregson überredete EMI, als Abschiedsalbum eine Doppel-LP aufzunehmen. Wrong End of the Race brachte 1984 noch einmal das ganze Können von Any Trouble auf den Punkt: Auf 19 Tracks (neue Songs, Neuaufnahmen früherer Fast-Hits sowie einige Coverversionen) unterstützten Gaststars der Folk- und Pubrock-Szene wie Richard Thompson, Ian Matthews, Billy Bremner und die Sutherland Brothers die Band. (In den USA und Deutschland wurde das Album allerdings nur als Einzel-LP mit elf Tracks veröffentlicht.) Die Single Baby, Now That I’ve Found You (1967 in Großbritannien ein No.-1-Hit der Foundations) wurde bei MTV gespielt, die Kritiken waren gut – der Kultstatus blieb aber weiter ohne kommerzielle Anerkennung. Im Mai waren Any Trouble noch einmal (als Vorgruppe von Chris Rea) in Deutschland; Ende des Jahres 1984 stand die Band dann zum letzten Mal auf der Bühne, ehe sie sich endgültig auflöste.
Das Feuer und die Atmosphäre eines Live-Konzertes, die einen großen Teil der Band ausmachten, hat das Stiff-Aufnahmemobil im Londoner The Venue am 31. Mai 1980 eingefangen. Das Konzert als Vorgruppe für die 1960er Hitmacher The Searchers wurde 1981 als LP Live at the Venue veröffentlicht.

### Nach der Trennung
Clive Gregson schloss sich der Band von Richard Thompson an, brachte einige Soloalben heraus und bildete später ein Folk-Rock-Duo mit Christine Collister. Außerdem arbeitete er in den USA und in Großbritannien als Musikproduzent. Chris Parks wurde Software-Programmierer. Phil Barnes ging zum Fernsehen und produzierte Musikvideos (u. a. für Oasis) und Werbespots. Andy Ebsworth arbeitete als Dozent an einem Musik-College in London.
Seit 2002 (als die Bandmitglieder bei der Auswahl der Songs für Girls Are Always Right mitwirkten) gibt es Gerüchte, dass Any Trouble wieder zusammen spielen werden.
2005 kündigte die Band auf ihrer Webseite eine Reunion in der Besetzung Gregson/Barnes/Parks/Hughes und ein neues Album an. Danach haben sie sich bereits wieder zu Proben getroffen, und Gregson habe schon 23 Demosongs aufgenommen, die für das Projekt infrage kämen. Das Album soll wieder von John Wood produziert werden.

## Bandmitglieder
- Clive Gregson (* 4. Januar 1955 - Gesang, Gitarre, Mandoline, Keyboard)
- Chris Parks (Gitarre, bis 1982)
- Phil Barnes (Bass, Saxophon)
- Mel Harley (Schlagzeug, bis 1981)

- Martin Hughes (Schlagzeug, 1981/82)
- Andy Ebsworth (Schlagzeug, ab 1982)
- Steve Gurl (Keyboard, ab 1982)

## Diskografie

### Alben
- 1980: Where Are All the Nice Girls
- 1981: Wheels in Motion
- 1981: Live at the Venue
- 1982: Touch and Go
- 1983: Any Trouble
- 1984: Wrong End of the Race
- 2002: Girls Are Always Right - The Stiff Years (Kompilation)
- 2007: Life in Reverse

### Singles
- 1980: Yesterday’s Love / Nice Girls
- 1980: Second Choice / Name of the Game (live)/Bible Belt (live)
- 1980: Girls Are Always Right / No Idea
- 1981: Trouble with Love / She’ll Belong to Me
- 1984: Baby, Now That I’ve Found You